# Kaung Sithu
Kaung Sithu (* 22. Januar 1993 in Mandalay) ist ein myanmarischer Fußballspieler.

## Karriere

### Verein
Von 2009 bis 2012 spielte Kaung Sithu bei Yangon United. Der Verein aus Rangun spielte in der höchsten Liga des Landes, der Myanmar National League. Mit dem Club wurde er 2011 und 2012 myanmarischer Fußballmeister. 2013 wechselte er zum Ligakonkurrenten Yadanarbon FC nach Mandalay. 2014 feierte er mit dem Club die Meisterschaft. 2015 zog es ihn nach Monywa, wo er für den ebenfalls in der ersten Liga spielenden Zayar Shwe Myay FC spielte. Kurzfristig spielte er 2015 beim Erstligisten Zwekapin United in Hpa-an. 2017 nahm ihn der Erstligist Southern Myanmar FC aus Mawlamyaing unter Vertrag.

### Nationalmannschaft
Kaung Sithu spielte seit 2012 elfmal in der myanmarischen Nationalmannschaft. 

## Erfolge

### Verein
Yangon United
- Myanmar National League

Meister: 2011, 2012
Yadanarbon FC
- Myanmar National League

Meister: 2014